# Piedra rúnica de Kingittorsuaq
La piedra rúnica de Kingittorsuaq (antiguamente Kingigtorssuaq) es una piedra rúnica que fue encontrada en Kingittorsuaq, una isla del archipiélago de Upernavik al noroeste de Groenlandia. Está catalogada como GR 1 en la Rundata.

## Descripción
La piedra fue encontrada en 1824 en un grupo de tres cairns que formaban un triángulo equilátero en la cima de una montaña de la pequeña isla de Kingittorsuaq. La piedra se encuentra actualmente en el Museo Nacional de Dinamarca en Copenhague.
El origen de la piedra se ha fechado hacia la Edad Media. La Enciclopedia Católica cita como fecha el 25 de abril de 1135. Sin embargo, William Thalbitzer la ha fechado hacia 1314 usando códigos pentádicos. Otros han calculado entre 1250 y 1333.
La última parte de la inscripción rúnica no se ha podido descifrar y aparentemente es un grupo de símbolos sin sentido, pero se cree que puede contener un mensaje secreto. 

## Inscripción
- En caracteres latinos:

÷ el=likr * sikuaþs : so=n:r * ok * baan=ne : torta=r son : ¶ ÷ ok enriþi * os son : laukardak*in : fyrir * gakndag ¶ hloþu * ua=rda te * ok rydu : ??????
- Transcripción en nórdico antiguo:

Erlingur Sigvaðs sonur og baarne Þorðarson og enriði ás son, laugardagin fyrir gakndag hloðu varða thessa og ryðu..

- Traducción en español:

Erling Sigvatsson, Bjarne Thordarson y Enride Oddson, el día de lavado [sábado] antes de las rogaciones [25 de abril] alzaron este montículo y aclarando [referido al despeje del terreno](?)